# Roa (peces)
Roa es un género de la familia Chaetodontidae de los llamados peces mariposa. Las ocho especies descritas tienen áreas de distribución diferentes, en el Mar Rojo y las costas de Arabia, la India, Japón, el norte de Australia y Hawái.

## Características físicas
Las ocho especies son muy similares. Miden entre 12 y 17 cm de longitud. Tienen un cuerpo de alto respaldo aplanado lateralmente y son de color blanco con tres rayas horizontales marrones y oscuras. El primero va desde la frente por encima de los ojos a la parte inferior del opérculo. El segundo se extiende desde el frente de las espinas de la aleta dorsal hasta las aletas pélvicas, cuyas espinas son blancas y cuyos radios blandos son de color marrón. La tercera se extiende desde los radios blandos de la aleta dorsal a los radios blandos de la aleta anal. Los juveniles llevan un ocelo oscura con bordes claros en la parte de la aleta dorsal que contiene los radios blandos.
- Fórmula Aletas: Dorsal XI/19-24, Anal III/17-19

## Hábitat
Viven en aguas profundas, generalmente entre 100 y 290 m de profundidad, aunque la especie japonesa puede encontrarse a los 50 metros. Su forma de vida sigue siendo en gran parte desconocida.

## Especies
- Roa australis (Kuiter, 2004)
- Roa excelsa (Jordan, 1921)
- Roa haraguchiae (Uejo, Senou y Motomura, 2020)
- Roa jayakari (Norman, 1939)
- Roa modesta (Temminck y Schlegel, 1844)
- Roa rumsfeldi (Rocha, Pinheiro, Wandell, Rocha y Shepherd, 2017)
- Roa semilunaris (Matsunuma y Motomura, 2022)
- Roa uejoi (Matsunuma y Motomura, 2022)

Un ejemplar fotografiado desde un submarino de investigación alemán por el biólogo Hans Fricke cerca de las Islas Comoras a una profundidad de unos 200 metros, podría ser la novena especie, aún no descrita del género Roa.